# Velilla (kommun)
Velilla är en kommun i Spanien.   Den ligger i provinsen Provincia de Valladolid och regionen Kastilien och Leon, i den centrala delen av landet, 170 km nordväst om huvudstaden Madrid. Antalet invånare är 122. Arean är 19,0 kvadratkilometer.
Terrängen i Velilla är platt.